# Pedro Joaquin Hernández Cantarero
Pedro Joaquin Hernández Cantarero CMF (ur. 29 czerwca 1954 w Jinotepe) – nikaraguański duchowny katolicki posługujący w Panamie, wikariusz apostolski Darién od 2005.

## Życiorys
Święcenia kapłańskie otrzymał 15 listopada 1986 w zgromadzeniu klaretynów. Pracował w zakonnych seminariach w Gwatemali oraz w Kinszasie.
12 lutego 2005 papież Jan Paweł II mianował go wikariuszem apostolskim Darién ze stolicą tytularną Thabraca. 19 marca 2005 z rąk arcybiskupa Giacoma Guido Ottonello przyjął w Darién sakrę biskupią.